# Hessische Küche

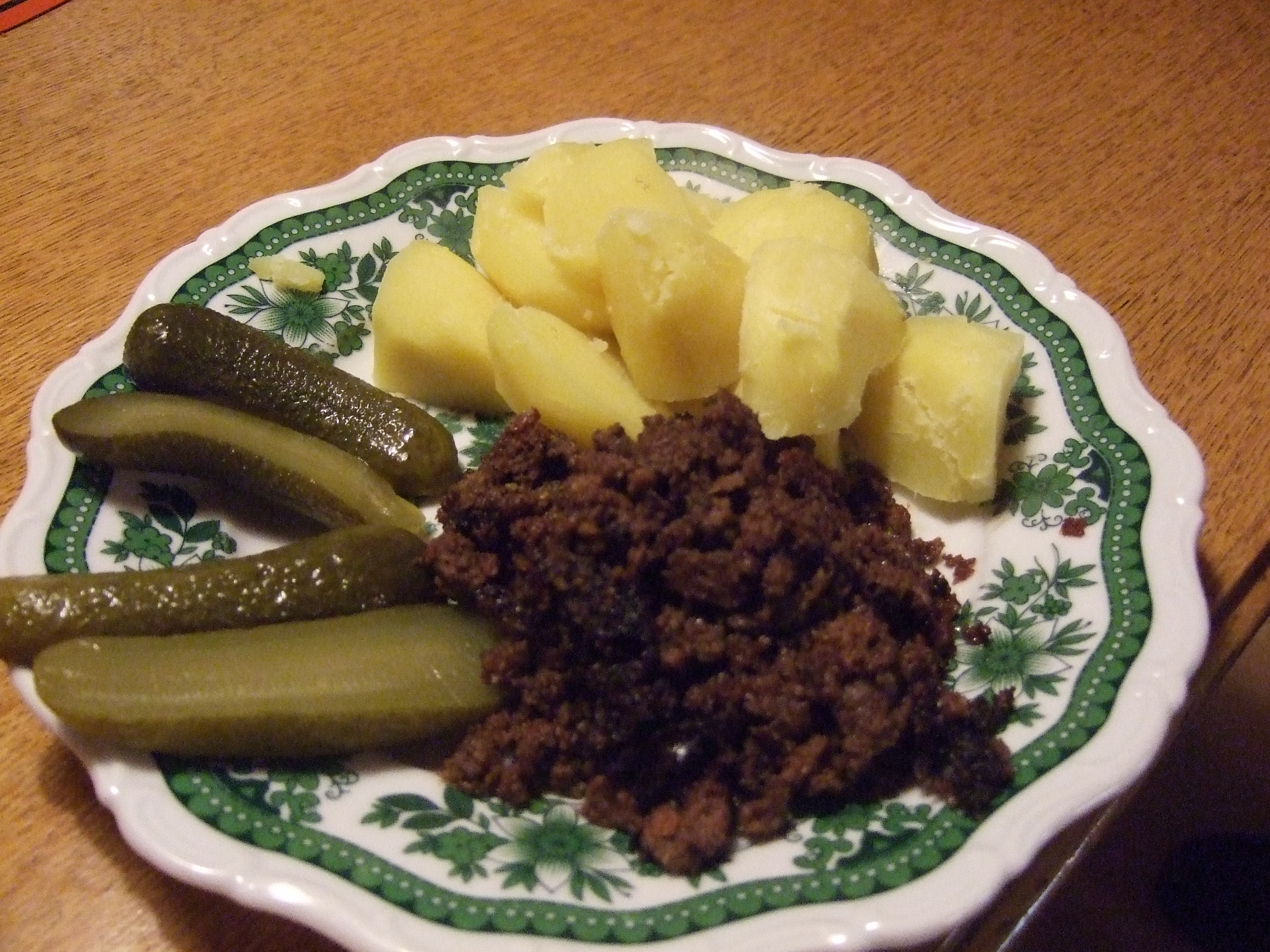
Weckewerk ist eine nordhessische Brühwurstspezialität, serviert mit Kartoffeln und Salzgurken

Die hessische Küche ist die traditionelle Kochkunst und Gastronomie, die man in den Landstrichen findet, die heute dem deutschen Bundesland Hessen angehören. Die Region erstreckt sich vom Rheingau und dem Gebiet um den Vogelsberg bis hin zur Metropole Frankfurt am Main. 

## Regionstypische Rohstoffe und Lebensmittel
Die regionalen Essgewohnheiten in Hessen zeichnen sich durch kräftige Speisen mit Kartoffeln, Gemüse, Kräutern, Obst, Linsen und Zwiebeln, Rindfleisch, Heringen, Würsten, Speck, Schlachtplatten, Sahne sowie Ebbelwoi (Apfelwein) und Riesling aus. Zu den Regionalsuppen zählt die Frankfurter Linsensuppe mit Frankfurter Würstchen, dazu Apfelmus. Des Weiteren sind Ochsenbrust mit Grüner Soße sowie Schmandhering typisch hessisch. Vom Anbaugebiet hessischen Bergstraße werden vorwiegend Rieslingweine, weiterhin Müller-Thurgau, Grauburgunder und Silvaner erzeugt, die hauptsächlich im Erzeugergebiet getrunken werden.
Nicht nur im Taunus ist „Dicker Hannes“ bekannt – ein dicker Kuchen aus roh geriebenen, gesalzenen Kartoffeln, mit Ei gebunden, der in der Pfanne gebacken wird. Je nach Region wird dieser Kuchen auch Dulkes, Dulges, Dippekuche, Dibbekooche oder ähnlich lautend genannt.
Eine beliebte Speise zum „Äppelwoi“ ist der „Handkäs mit Musik“. Zu den typisch hessischen Gerichten zählen außerdem Rippchen mit Kraut, gebackener Fisch, Gans in verschiedenen Zubereitungsarten, „Motten und Klöße“ (ein Eintopf mit Karotten, Zwiebeln und Schweinefleisch, in dem Kartoffelklöße gegart werden) sowie die „Vogelsberger Riesenwurst“, das „Kassler Rippchen“ und Frankfurter Würstchen. Ein weiteres hessisches Gericht, Nesterhebbes genannt, besteht aus gefüllten Kartoffelklößen auf Lauchgemüse. Quellfleisch ist die hessische Bezeichnung für das gekochte Schweinefleisch, das für die Blutwurst verwendet wird, auch zum traditionellen Frühstück am Schlachttag. Sommerweich ist eine Spezialität aus dem Schlitzer Land. Sie besteht aus Zwiebel-, Lauch- und Speckstückchen, mit Mehl bestäubt und mit saurer Sahne, Knoblauch, Senf, Schnittlauch, Petersilie in Fleischbrühe aufgekocht, serviert zu heißen Quellkartoffeln. „Kasseler Weckewerk“ ist eine Brühwurst aus Kalbskopffleisch, Schwarten, Schweinebauch, Zwiebeln und Wecken, die meistens mit Quellkartoffeln und sauren Gurken gegessen wird. Für die hessische Leberwurst wird leicht angebrühte Schweineleber mit anderen Zutaten durch die feinste Scheibe eines Fleischwolfes gedreht. Nach dem Würzen gibt man gekochte Speckwürfel in die Masse, die dann in krause Schweinedärme gefüllt und gebrüht wird. Der hessische Presskopf wird mit Fresser- und Schweinefleisch hergestellt (Fresser sind Jungrinder).
Hessischer Schmandkuchen (mit einer Auflage aus Vanillecreme und Schmand) sowie der Kuchen Frankfurter Kranz sind ebenfalls typisch hessisch.

## Charakterisierung
Die nordhessische Küche ist der Thüringer Küche ähnlich, und in Südhessen findet sich der Einfluss der rheinhessischen und fränkischen Küche wieder. Auch in Mittelhessen stehen oft schwere und gleichermaßen schmackhafte Gerichte (Hausmannskost) auf dem Speiseplan. 
In Frankfurt am Main entwickelte sich infolge der zahlreichen wohlhabenden Gäste, die zu den Kaiserkrönungen und zur Frankfurter Messe in die Stadt strömten, bereits im 17. und 18. Jahrhundert eine hochentwickelte Gastronomie- und Hotelkultur. Im 19. Jahrhundert galt Frankfurts Küche neben der Hamburger und der Wiener als führend in Deutschland.
Typisch für Hessen sind Gerichte auf Basis von Kartoffeln und Brot. Es gibt belegte Brot- und Hefekuchenvarianten (Ploatz, Speckkuchen, Zwiebelkuchen), die früher beim Brotbacken gleich mitgebacken wurden. In Oberhessen war die Kartoffel für die einfache Bevölkerung das allabendliche Hauptnahrungsmittel. Variationen und verschiedene Beilagen (zum Beispiel Duckefett, Himmel und Erde und Spitzbube) sorgten für Abwechslung.

## Hauptgerichte
- Für „Quellkartoffel un Siebkäs“ (Pellkartoffeln mit Quark) würzt man den Quark mit Zwiebeln, Kümmel, Pfeffer, Schnittlauch, Petersilie oder Dill. Früher wurde der „weiße Käs“ (auch „Matte“ oder „Schmierkäs“ genannt) aus Sauermilch selbst hergestellt durch Abhängen und Pressen in einem Tuchsack.[13]
- Beulches und Spitzbuben
- Dippehas (Hase mit Gemüse in Weißwein geschmort)
- Duckefett
- Fraaß (hessischer Weißkraut-Auflauf mit Hackfleisch, Speck und Zwiebeln)
- Frankfurter Grüne Soße
- Frankfurter Linsensuppe
- Frankfurter Rippchen
- Hessische Salzkuchen
- Himmel und Erde
- Kliest (längliche Kartoffelklöße in weißer Soße mit Dörrfleisch)
- Krautshäuptchen
- Ploatz oder Schmirchelskuche
- Rübenwurst
- Schweinepfeffer
- Speckkuchen
- Sulperknochen
- Woi-Hinkelche (Wein-Hühnchen)
- Zwiebelkuchen

## Kuchen und Gebäck
- Bethmännchen
- Frankfurter Brenten
- Frankfurter Kranz
- Haddekuche
- Offenbacher Pfeffernüsse
- Stutzweck

## Wurst, Käse und Brotaufstriche
- Ahle Wurst
- Frankfurter Fleischwurst
- Frankfurter Gelbwurst
- Frankfurter Leberwurst
- Frankfurter Rindswurst
- Frankfurter Würstchen
- Fuldaer Schwartenmagen
- Schneegestöber (ähnlich dem Obatzter)
- Hessische Bratwurst
- Hessische Kartoffelwurst
- Hessischer Handkäse, eingelegt auch als „Handkäse mit Musik“ angerichtet
- Hessischer Presssack
- Kasseler Bauch
- Kasseler Kochwurst
- Kasseler Leberwurst (mit Schweinemaske, Herz und Zunge)
- Kasseler Rippenspeer
- Kasseler Schwartenmagen
- Kassler Leberwurst (mit Speck)
- Nordhessischer Feldkieker
- Oberhessischer Schwartenmage
- Odenwälder Frühstückskäse
- Odenwälder Kochkäse
- Spundekäs
- Zeppelinwurst

## Salate
- Kartoffelsalat mit Kraut (Nord- und Mittelhessen)
- Schmandsalat
- Zwiebelsalat

## Getränke
- Apfelwein
- Die Landwein-Sorten Landwein Rhein, Rheingauer Landwein und Starkenburger Landwein
- Mispelchen
- Qualitäts- und Prädikatsweine aus den Anbaugebieten Hessische Bergstraße und Rheingau (Weinanbaugebiet)